# If I Should Fall from Grace with God
Az 1988-as If I Should Fall from Grace with God a The Pogues nagylemeze. A brit albumlistán a 3. helyig jutott. Zeneileg eltér az előző albumoktól, melyek elsősorban az ír népzenét és a punkot ötvözték. Ezen a lemezen további műfajok (jazz, spanyol népzenek, közép-keleti népzene) jegyei fedezhetők fel. Az együttes ezen az albumon használt először teljes dobfelszerlést.
Ehhez az albumhoz kötődik az együttes leglényegesebb tagcseréje: Terry Woods és Darryl Hunt beléptek az együttesbe, míg Cait O'Riordan alapító basszusgitáros elhagyta az együttest.
Az album szerepel az 1001 lemez, amit hallanod kell, mielőtt meghalsz című könyvben.

## Az album dalai
|     | Cím                                                                       | Szerző(k)             | Hossz |
| --- | ------------------------------------------------------------------------- | --------------------- | ----- |
| 1.  | If I Should Fall from Grace with God                                      | Shane MacGowan        | 2:20  |
| 2.  | Turkish Song of the Damned                                                | MacGowan, Jem Finer   | 3:27  |
| 3.  | Bottle of Smoke                                                           | MacGowan, Finer       | 2:47  |
| 4.  | Fairytale of New York                                                     | MacGowan, Finer       | 4:36  |
| 5.  | Metropolis                                                                | Finer                 | 2:50  |
| 6.  | Thousands Are Sailing                                                     | Phil Chevron          | 5:28  |
| 7.  | South Australia (csak a CD-n)                                             | tradicionális         | 3:27  |
| 8.  | Fiesta                                                                    | MacGowan, Finer       | 4:13  |
| 9.  | Medley: The Recruiting Sergeant/The Rocky Road to Dublin/The Galway Races | tradicionális         | 4:03  |
| 10. | Streets of Sorrow/Birmingham Six                                          | MacGowan, Terry Woods | 4:39  |
| 11. | Lullaby of London                                                         | MacGowan              | 3:32  |
| 12. | The Battle March Medley (csak a CD-n)                                     | Woods                 |       |
| 13. | Sit Down by the Fire                                                      | MacGowan              | 4:10  |
| 14. | The Broad Majestic Shannon                                                | MacGowan              | 2:55  |
| 15. | Worms                                                                     | tradicionális         | 1:01  |

## Közreműködők
- Shane MacGowan – ének, gitár
- Spider Stacy – síp, ének
- James Fearnley – tangóharmonika, zongora, mandolin, cimbalom, gitár, cselló, ütőhangszerek
- Jem Finer – bendzsó, szaxofon
- Andrew Ranken – dob, ének
- Philip Chevron – gitár, mandolin
- Darryl Hunt – basszusgitár, ütőhangszerek, ének
- Terry Woods – lant, hatszögletű harmonika, vonósok, bendzsó, cimbalom, gitár, ének
- Ron Kavana – bendzsó, kanalak, mandolin
- Siobhan Sheahan – hárfa
- Brian Clarke – altszaxofon
- Joe Cashman – tenorszaxofon
- Paul Taylor – harsona
- Chris Lee – trombita
- Eli Thompson – trombita

## Fordítás
Ez a szócikk részben vagy egészben az If I Should Fall from Grace with God című angol Wikipédia-szócikk ezen változatának fordításán alapul.  Az eredeti cikk szerkesztőit annak laptörténete sorolja fel. Ez a jelzés csupán a megfogalmazás eredetét és a szerzői jogokat jelzi, nem szolgál a cikkben szereplő információk forrásmegjelöléseként.